# HP-42S
La HP-42S est une calculatrice programmable commercialisée par Hewlett Packard en 1987. Elle a été conçue pour être compatible avec la HP-41 en ce qui concerne la programmation.
Par rapport à la HP-41, la HP-42S se présentait comme une calculatrice totalement nouvelle : extrêmement fine, elle disposait également d'un écran à matrice de pixels de deux lignes. Elle abandonnait les quatre ports d'extension de la HP-41, et perdait ainsi toute possibilité d'extension ou de connexion à des périphériques externes (ces possibilités d'extension se retrouvaient sur la HP-48SX).
En revanche elle amenait la quasi-totalité des extensions présentes sur la HP-41CX ainsi que sur certains modules d'extensions (mathématiques ou statistiques). On y trouvait ainsi :
- des fonctions statistiques ;
- un solveur numérique ;
- des fonctions d'intégrations numériques ;
- des opérations sur les complexes ;
- des opérations sur les matrices ;
- des fonctions d'affichage graphique ;
- une connexion infra-rouge pour une imprimante.

Elle disposait de 7,2 kilooctets de mémoire utilisateur qui pouvait être affectée, comme sur la HP-41, indifféremment aux données ou aux programmes. L'accès aux fonctions (plus de 600) se faisaient à l'aide d'un système de menu auquel on accédait via la seconde ligne de l'écran alphanumérique, améliorant ainsi la fonction catalog de la HP-41. La HP-42S utilisait toujours un processeur Saturn (en version Lewis).
La HP-42S fut produite de 1988 à 1995. 